# Rhynchostruthus socotranus
Rhynchostruthus socotranus là một loài chim trong họ Fringillidae.